# Stanislas Brunet
Pour les articles homonymes, voir Brunet.
 (mars 2020).
Si vous disposez d'ouvrages ou d'articles de référence ou si vous connaissez des sites web de qualité traitant du thème abordé ici, merci de compléter l'article en donnant les références utiles à sa vérifiabilité et en les liant à la section « Notes et références ».
Stanislas Brunet est un dessinateur professionnel d'anime né le 11 janvier 1977 à Saint-Cloud, en France.
Il travaille au Japon depuis 2003.

## Biographie
Il passe son enfance à Villepreux puis prépare son baccalauréat F12 (arts appliqués) à Sèvres avant de faire un BTS communication visuelle. 
Il intègre en 1998 l'école des Gobelins pour deux ans d'étude en « formation continue cinéma d'animation ». L'année suivante et toujours au sein de l'école des Gobelins, il intègre une formation par contrat de qualification « infographiste 3D ». Il partage donc son temps entre les Gobelins et le studio Shaman sur le projet Kaena, la prophétie produit par Xilam.
Durant cette première expérience, il a l'occasion de travailler sur du layout, de l'animation, mais surtout beaucoup de préparation de décors.
En 2000 et parallèlement à son travail sur Kaena, la prophétie il rencontre l'équipe de « Sav the world » (producteur de la série Ōban, Star-Racers) avec laquelle il travaille sur le pilote d'un projet de série « Thomas & Co ». Il y réalise les layout et les décors.
En 2001, il travaille sur le pilote de « Molly star racers » qui deviendra plus tard Ōban, Star-Racers. Il conçoit le design des vaisseaux (qui apparaitront plus tard dans la série) et participe à la conception des décors avec Thomas Romain. Deux ans plus tard, il travaille sur une séquence animée du film Les Clefs de bagnole (de Laurent Baffie) pour laquelle il est responsable des décors et du compositing.
De 2003 à 2005, il part au Japon pour la réalisation de la série Ōban, Star-Racers il est alors chef décors et mecha-designer.
Début 2006, il reste travailler au sein du studio Hal Film Maker (studio avec lequel la série Ōban, Star-Racers est réalisée) sur le projet « Good witch of the west » sur lequel il réalise des designs de décors.
Fin 2006, il intègre le studio Satelight (au Japon) pour travailler sur l'OAV numéro 3 de Hellsing. Il y corrige des layouts. Parallèlement et toujours pour le studio Satelight, il designe des décors pour la série « koisuru tenshi angelique-kagayaki no ashita » (saison 2 - épisodes 17 à 24).
Début 2007, Il travaille sur « Shangaï War » de l'omnibus « Genius Party » (court métrage réalisé par Shoji Kawamori). il fait de la correction de layout puis de la retouche de décors.
Il travaille ensuite sur l'épisode 1 de la série "shuugou kara" sur lequel il fait de la correction et du dessin de layout décors.
Avril 2007, toujours au sein du studio Satelight, il devient chef décorateur (bijutsu kantoku) sur l'OAV numéro 4 de Hellsing.
En 2008, il participe à Macross Frontier en tant que concepteur des décors.
En 2009, et toujours avec le studio Satelight, il retrouve Thomas Romain pour travailler sur Basquash!, sur ce projet il réalise des décors et le design d'une partie des mechas.